# Неповний полілогарифм
У математиці функція неповного полілогарифма пов'язана з функцією полілогарифма. Іноді його називають неповним інтегралом Фермі — Дірака або неповним інтегралом Бозе — Ейнштейна. Його можна визначити як:
{\displaystyle \operatorname {Li} _{s}(b,z)={\frac {1}{\Gamma (s)}}\int _{b}^{\infty }{\frac {x^{s-1}}{e^{x}/z-1}}~dx.}
Розширення на z = 0 та інтегрування дає представлення у вигляді ряду:
{\displaystyle \operatorname {Li} _{s}(b,z)=\sum _{k=1}^{\infty }{\frac {z^{k}}{k^{s}}}~{\frac {\Gamma (s,kb)}{\Gamma (s)}}}
де Γ(s) — гамма-функція, а Γ(s, x) — верхня неповна гамма-функція. Оскільки Γ(s,0)=Γ(s), то випливає, що:
{\displaystyle \operatorname {Li} _{s}(0,z)=\operatorname {Li} _{s}(z)}
де Li(.) — функція полілогарифма.